# Суаньпань

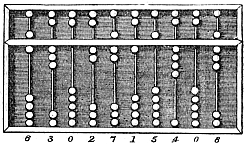
Суаньпань.

Суаньпань (інколи суан-пан; кит. трад. 算盤, спрощ. 算盘) — китайський семикісточковий різновид абака.
Вперше згадується в книзі «Шушу цзіі» (数术记遗) Сюй Юе (徐岳) (190 рік). Сучасний тип цього лічильного приладу був створений пізніше, швидше за все в XII столітті. Суаньпань являє собою прямокутну раму, в якій паралельно один одному протягнені дротики або мотузки кількість від дев'яти і більше. Перпендикулярно цьому напрямку суаньпань перегороджений на дві нерівні частини. У великому відділенні («земля») на кожній дротині нанизані по п'ять кульок (кісточок), у меншому («небо») — по два. Дротики відповідають десятковим розрядам.
Суаньпань виготовлялися всіляких розмірів, аж до наймініатюрніших — в колекції Перельмана був привезений з Китаю екземпляр в 17 мм довжини і 8 мм ширини.
Китайці розробили витончену техніку роботи на лічильній дошці суаньпань. Їх методи дозволяли швидко виконувати над числами всі 4 арифметичні операції, а також отримувати квадратні і кубічні корені.